# Paola Pisano
Paola Pisano (ur. 4 stycznia 1977 w Turynie) – włoska polityk, ekonomistka i wykładowczyni akademicka, asesor w administracji miejskiej Turynu, w latach 2019–2021 minister.

## Życiorys
W 1999 ukończyła ekonomię na Uniwersytecie Turyńskim. W 2002 uzyskała magisterium z zarządzania, a w 2007 doktorat z ekonomii biznesu na tej samej uczelni. Pracowała jako konsultantka do spraw projektów innowacyjnych, a także wykładowczyni akademicka na University of Westminster i Glasgow Caledonian University. Związana z Ruchem Pięciu Gwiazd. W 2016 nowo wybrana burmistrz Turynu Chiara Appendino powierzyła jej funkcję asesora do spraw innowacji.
5 września 2019 objęła stanowisko ministra do spraw innowacji technologicznych i cyfryzacji w nowo powołanym drugim rządzie Giuseppe Contego. Funkcję tę pełniła do 13 lutego 2021.